# STS-28
STS-28 (ang. Space Transportation System) – ósma misja wahadłowca kosmicznego Columbia i trzydziesty lot programu lotów wahadłowców.

## Załoga
źródło
- Brewster Shaw (3), dowódca (CDR)
- Richard Richards (1), pilot (PLT)
- James Adamson (1), specjalista misji 1 (MS1)
- David Leestma (2), specjalista misji 2 (MS2)
- Mark N. Brown (1), specjalista misji 3 (MS3)

(liczba w nawiasie oznacza liczbę lotów odbytych przez każdego z astronautów)

## Parametry misji
- Masa:
  - startowa orbitera: utajniona
  - lądującego orbitera: 90 815 kg
  - ładunku: 19 600 kg
- Perygeum: 289 km
- Apogeum: 306 km
- Inklinacja: 57,0°
- Okres orbitalny: 90,5 min

## Cel misji
Kolejna wojskowa misja wahadłowca – na orbicie umieszczono dwa satelity: USA 40 i USA 41 (satelita typu KH) [Key Hole].